# Chambre de commerce et d'industrie de Chicagoland

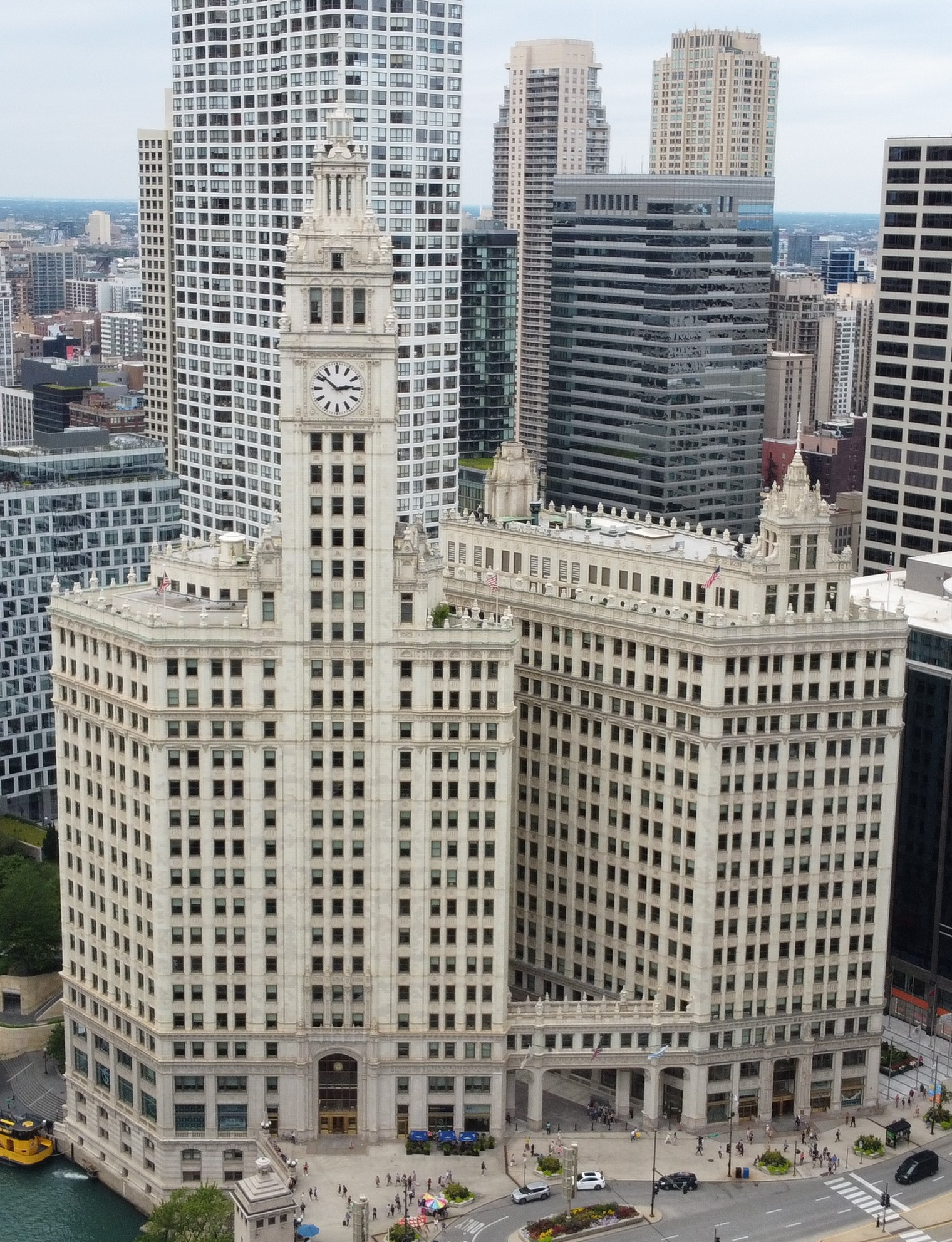
Le Wrigley Building abrite le siège de la CCI de Chicagoland.

La chambre de commerce et d'industrie de Chicagoland (CCI Chicagoland ; en anglais Chicagoland Chamber of Commerce) est la chambre de commerce et une organisation à but non lucratif représentant les intérêts des entreprises commerciales, industrielles et de services dans la région métropolitaine de Chicago, dans l'État de l'Illinois, aux États-Unis.
La chambre de commerce de Chicagoland est une voix pour les résidents de l'agglomération de Chicago, de l'État de l'Illinois et des États-Unis et représente approximativement 2 600 compagnies membres et plus de 1,3 million d'employés. Son siège se trouve dans la suite 2200 de l'Aon Center, dans le secteur financier du Loop (Downtown Chicago).
La chambre de commerce et d'industrie de Chicagoland est dirigée par Jack Lavin, son président et directeur général, qui est une figure nationale dans les milieux d'affaires aux États-Unis. Depuis 1988, Lavin possède une solide expérience dans le domaine de la finance et de la gestion, tant dans le secteur public que dans le secteur privé. Tout au long de sa carrière, Lavin s'est concentré sur le développement économique et commercial afin de créer des emplois et d'améliorer la qualité de vie des habitants de la région métropolitaine de Chicago et de l'Illinois.
L'association du commerce et de l'industrie, a été formée en 1904. Depuis 1992, l'organisation est nommée « chambre de commerce de Chicagoland ».